# 稲垣茂光
稲垣 茂光（いながき しげみつ）は、越後長岡藩の家老首座（2000石）。志摩鳥羽藩主・稲垣氏の庶流の家系である。諱は茂光、後に重光。

## 生涯

### 幕末
越後長岡藩随一の門閥・名門であった永代家老の稲垣平助家に生まれる。
水戸学に傾注していた父茂快が天保13年（1842年）に24歳で京において急死したため家督相続。時に数え7歳で家老次座に列する。安政3年（1856年）、家老本職・首座となる。安政5年（1858年）、第11代越後長岡藩主牧野忠恭嫡子の養育係となるも、三河西尾藩主・大給松平家から養子として招かれた忠恭と馬が合わず苦悩する。
忠恭はその当時、公用人であった河井継之助を重用し段々立身させていた。
忠恭の信任の下に河井継之助は家老として藩政改革を断行し、門閥の平均化のため稲垣平助家は、500石に減知された。家老職こそ取り上げられなかったものの、慶応4年（1868年）兵学所頭取に棚上げされて事実上、藩政から外された。

### 北越戦争と出奔
慶応4年（1868年）5月の北越戦争にあっては勤皇を説き、迫り来る薩摩・長州を中心とする官軍に対して藩内で恭順・非戦を説くが、発言力が低下したため果たせず、両軍衝突の直前に、自ら屋敷に火をかけて山中に潜んだ。
正室の金媛と惣領の三郎重恭、及びこのとき存命していた祖母を稲垣家の属臣である原巳之太に供をさせて、千川崎村の駒形次兵衛の許に隠した。
自身は、同年10月17日に長岡を脱出して、新発田を経て三根山に潜伏。信濃国松代及び同国の長岡支藩・小諸藩に赴き、江戸に逃れて10月11日（ママ）浅草広小路に辿り着く。同月17日から愛宕の旅館に投宿した。同月16日に江戸の軍官（官軍）に出頭して、藩主家の助命嘆願をする。

### 長岡帰参と廃藩後
敗戦後は長岡に戻り、惣領の三郎重恭を藩に出仕させた。長岡藩は7万4千石から2万4千石に領地を削減されたが、稲垣氏はその家禄を藩政改革ですでに大幅に減知されていたためか、あるいは官軍に弓を引かなかったためか、100石の減知に留まり400石となったが、三郎は役職に恵まれず計司（経理）に甘んじた。また、自身は藩民政局を担当した。
長岡では重光が藩主家の助命嘆願をしたとはいえ、藩命に背き出奔した不忠の家臣として、現代でもいまだになお罵る風潮がある。
様々な誹謗中傷の中で余生を過ごしたが、廃藩置県後は、大きな桑畑を持っていたのでこれの開墾・育成に精を出し、また旅籠の経営にも手を出したが、いわゆる士族の商法でたちまち破産した。
重光は西洋文明に対する知識は豊富であり、六女の杉本鉞子（えつこ）は、結婚のため24歳で渡米。米国において日本文化の紹介者として著名となり、日本人として初めてコロンビア大学講師となった。主著に『武士の娘』がある。